# 장진영의 그대 창가에서
장진영의 그대 창가에서는 TBC Dream FM에서 진행하는 대구·경북 전지역에 송출되는 깊은 밤 대중가요 전문 라디오 프로그램이다.
진행자는 TBC 아나운서 장진영이며, 방송시간은 매일 깊은 밤 2시 ~ 3시까지다. 2017년 10월 15일 자로 9년만에 폐지되었다.

## 주파수 소개
- 대구/경주/구미: 99.3Mhz
- 포항/영덕/울진: 99.7Mhz
- 안동/영주/문경 경북북부: 106.5Mhz
- 성서/지산/범물 일부지역: 106.5Mhz

| TBC Dream FM       |                        |                          |
| 이전               | 장진영의 그대 창가에서 | 다음                     |
| 존박의 뮤직하이    | 장진영의 그대 창가에서 | 김주우의 팝 스테이션     |
| 밤 12시 ~ 새벽 2시 | 새벽 2시 ~ 새벽 3시    | 새벽 3시 ~ 새벽 4시 55분 |
|                    |                        |                          |